# No Mercy (singolo BAP)
No Mercy è un brano musicale registrato dal gruppo sudcoreano BAP, pubblicato come singolo digitale il 19 luglio 2012 tramite la TS Entertainment. La canzone è stata introdotta nel loro terzo mini-album con lo stesso nome No Mercy.

## Produzione

### Composizione e il tema
Il brano, “No Mercy” è stato composto e prodotto da Marco e Jeon Daun.Yongguk il leader dei BAP ha collaborato nella stesura dei testi. La canzone viene in realtà cantata in un dialetto coreano, il Gyeongsangdo. Si avvale inoltre del samul nori, un tradizionale stile di musica coreana per percussioni. Questo brano è molto simile ai precedenti singoli, Warrior e Power. Anche in questo è evidente lo stile musicate dei BAP. ,in particolare l'utilizzo strumentale dei fischietti.

## Storia delle edizioni
La canzone venne pubblicata in digitale, il 19 luglio 2012, come il primo singolo dell'album, No Mercy .
| Paese             | Data          | Formato          | Etichetta        |
| ----------------- | ------------- | ---------------- | ---------------- |
| In tutto il mondo | July 19, 2012 | Digital download | TS Entertainment |
| Corea del Sud     | July 19, 2012 | Digital download | TS Entertainment |

## Video musicale
La clip di 48 secondi della canzone venne pubblicato il 17 luglio 2012, mentre la versione completa, il giorno dopo. Regista del video è Won-ki della Johnny Bros., noto per aver diretto video musicali per Seo Taeji, Super Junior, Girls' Generation, Secret, B2st. Come per le sue opere precedenti, il video venne diffuso anche attraverso YouTube. La clip mette in evidenza il cambiamento di look dei membri del gruppo in "ragazzi gangster", comunque fedeli alla loro arte, al loro carattere ottimista e carismatico.

## Tracce
1. No Mercy – 3:33

## Formazione
- Yongguk - voce, compositore
- Zelo - voce
- DaeHyun - voce
- YoungJae - voce
- Himchan - voce
- Jongup- voce

Altri musicisti
- Jeon Daun - co-produttore, compositore, arrangiatore, musica
- Marco - co-produttore, compositore, arrangiatore, musica

## Classifiche
| Classifica (2012) | Posizione massima |
| ----------------- | ----------------- |
| Corea del Sud     | 41                |